# Wilhelm Friedemann Bach
Wilhelm Friedemann Bach (n. 22 noiembrie 1710 – d. 1 iulie 1784) a fost un compozitor și organist german, fiul cel mai mare al lui Johann Sebastian Bach.

## Biografie
Deși a fost un incontestabil geniu muzical, a trăit în condiții modeste și a murit în sărăcie.